# Kōji Maeda
Kōji Maeda (前田 浩二 Maeda Kōji?, nacido el 3 de febrero de 1969 en Kagoshima) es un exfutbolista japonés. Jugaba de defensa y su último club fue el Volca Kagoshima de Japón.

## Trayectoria

### Clubes
| Club             | País  | Año         |
| ---------------- | ----- | ----------- |
| Gamba Osaka      | Japón | 1991 - 1992 |
| PJM Futures      | Japón | 1993 - 1994 |
| Fukuoka Blux     | Japón | 1995        |
| Yokohama Flügels | Japón | 1996 - 1998 |
| Júbilo Iwata     | Japón | 1999        |
| FC Tokyo         | Japón | 2000        |
| Avispa Fukuoka   | Japón | 2000 - 2001 |
| Vissel Kobe      | Japón | 2002        |
| Sagan Tosu       | Japón | 2002        |
| Volca Kagoshima  | Japón | 2003 - 2004 |

## Palmarés

### Títulos nacionales
| Título             | Club             | País  | Año  |
| ------------------ | ---------------- | ----- | ---- |
| Copa del Emperador | Yokohama Flügels | Japón | 1998 |
| J1 League          | Júbilo Iwata     | Japón | 1999 |